# Немцев, Владимир Владимирович
Владимир Владимирович Немцев (род. 15 ноября 1971, Севастополь, СССР) — российский политический деятель. Председатель Законодательного собрания Севастополя с 14 сентября 2019 года.
Находится под санкциями Евросоюза, США, Великобритании и других стран.

## Биография
Родился 15 ноября 1971 года в Севастополе, в семье потомственных корабелов. Родители работали на Севморзаводе им. Серго Орджоникидзе.

### Образование
В 1989 году закончил среднюю школу №11.
В 1995 году закончил Севастопольский государственный технический университет по специальности «инженер-кораблестроитель».
В 2018 году закончил Севастопольский государственный университет по специальности «Менеджмент: управление проектами».

### Трудовая деятельность
В 1989 года начал трудовую деятельность на Севморзаводе им. Серго Орджоникидзе слесарем-судоремонтником.
С 1995 года — исполнительный директор инженерно-внедренческой фирмы «ВИФ».
С 1999 по 2014 год — работа на руководящих должностях в коммунальных предприятиях города (КП «Севгоррынхоз», ООО ПКФ «Универсал-сервис» (благоустройство городских территорий), КП «Инфостройсервис»).
С 2015 по июль 2017 года — заместитель директора ГУП «Севастопольский морской завод имени Серго Орджоникидзе».
С июля 2017 по август 2018 года — директор ГУПС Центральное конструкторское бюро «Черноморец».
С 2018 по 2019 год — генеральный директор «Де-Ви Крым».
С 12 апреля по 14 сентября 2019 года — заместитель генерального директора ГУП «Севастопольгаз».

## Общественная деятельность
В 2014 году принял активное участие в Русской Весне, член самообороны Севастополя.
До апреля 2015 года — координатор по проектной работе регионального исполкома Общероссийского народного фронта в Севастополе.
С 2015 года по 2022 год — сопредседатель регионального штаба ОНФ в Севастополе. Региональный координатор федерального проекта ОНФ «Центр мониторинга благоустройства городской среды». На этом посту проводил широчайшую и многогранную работу по фиксации проблем Севастополя и стимулированию мер по их устранению.
Член градостроительного совета Севастополя.
С 2020 года —  президент ассоциации выпускников Севастопольского государственного университета.

## Политическая деятельность
14 сентября 2019 года Владимир Немцев избран председателем Законодательного собрания Севастополя второго созыва. Количество голосов, поданных за — 24, против — ноль. В своём первом обращении к депутатам Немцев заверил, «что приложит все силы, чтобы законодательное собрание Севастополя стало единым механизмом, единой командой для решения с правительством различных вопросов на благо Севастополя и России».

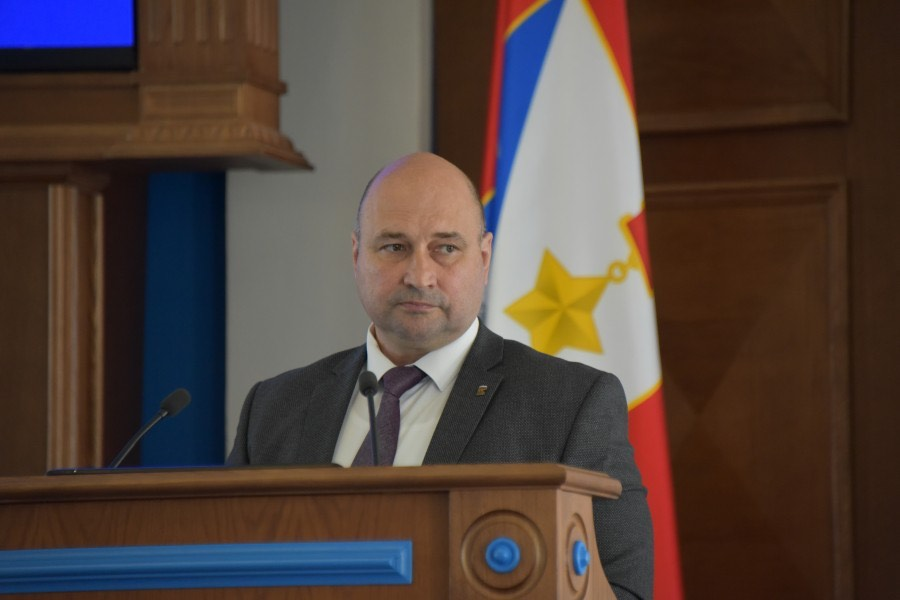
Немцев Владимир Владимирович открывает сессию

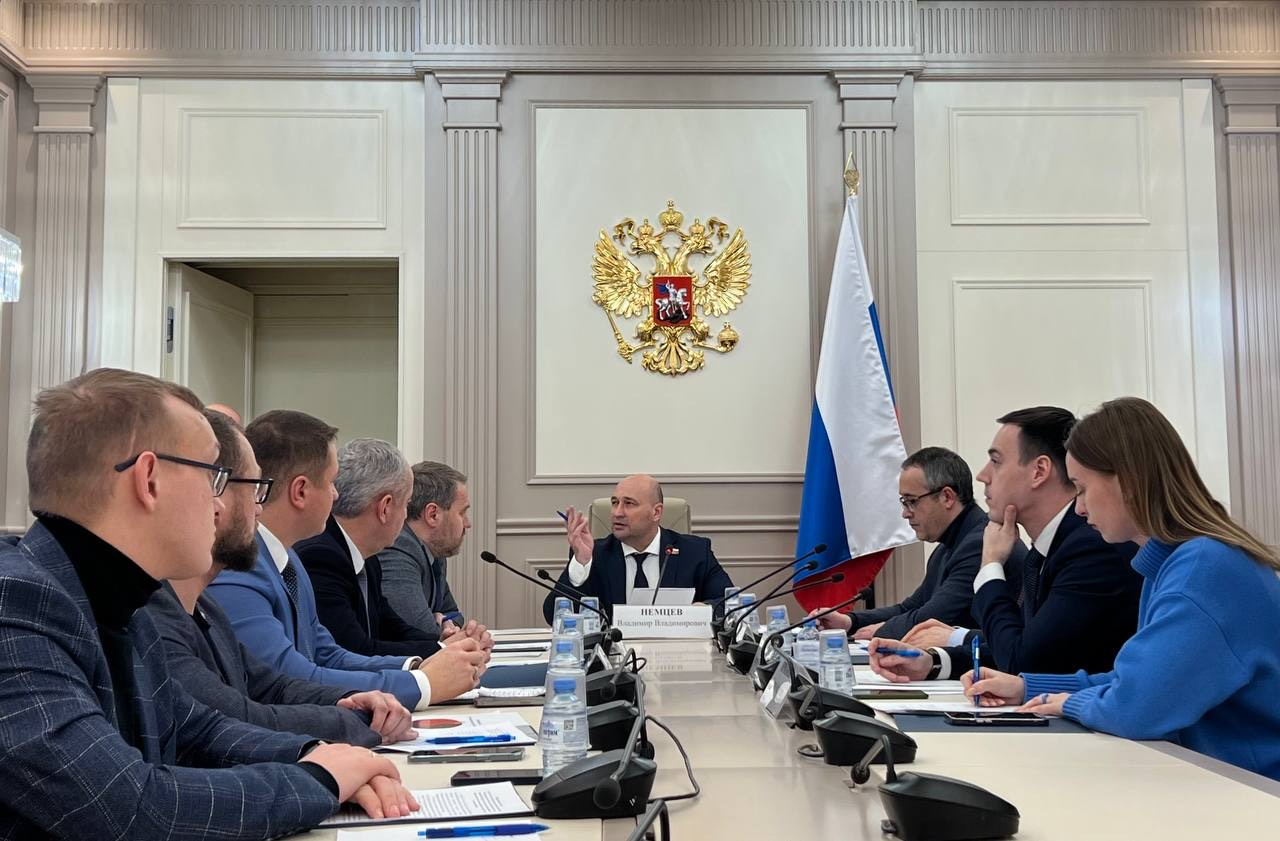
Немцев Владимир Владимирович проводит совещание

С 25 февраля 2022 года - Первый заместитель секретаря Севастопольского регионального отделения Партии «Единая Россия»
С апреля 2022 года — член Клуба законодателей городов федерального значения.
В июне 2022 года - Законодательное Собрание города Севастополя в лице Председателя Законодательного Собрания города Севастополя Немцева В.В. впервые председательствовало на Конференции Южно-Российской Парламентской Ассоциации
С 1 декабря 2022 года - председатель Комиссии Совета законодателей Российской Федерации при Федеральном Собрании Российской Федерации по координации законотворческой деятельности и мониторингу законодательства.
Член Президиума Совета законодателей Российской Федерации при Федеральном Собрании Российской Федерации
С сентября 2023 года — преподаватель кафедры «Политические науки» Севастопольского государственного университета.

## Семья
Женат. Воспитывает троих сыновей.

## Хобби
Сторонник здорового образа жизни. Увлекается спортом (спортивный ножевой бой, зимнее плавание).

## Награды, почётные звания
- Медаль Министерства обороны Российской Федерации «За возвращение Крыма» (2014)
- Благодарственное письмо Президента Российской Федерации (2018)
- Благодарственное письмо Президента Российской Федерации (2019)
- Грамота Президента Российской Федерации к памятной медали «За бескорыстный вклад в организацию Общероссийской акции взаимопомощи «#Мы вместе» в 2020 году
- Орден «За верность долгу» на основании Постановления Президиума Государственного Совета Республики Крым (2021)
- Благодарность Председателя Совета Федерации Федерального Собрания Российской Федерации Валентины Ивановны Матвиенко (2022) — за многолетний добросовестный труд, большой вклад в развитие парламентаризма и совершенствование законодательства города Севастополя
- Почётная грамота Правительства Севастополя (8 января 2024) — за личный вклад в социально-экономическое развитие города Севастополя
- Медаль ордена «За заслуги перед Отечеством» II степени (22 июля 2024) — за активную законотворческую деятельность и многолетнюю добросовестную работу